# Пурнија
Пурнија је град у Индији у држави Бихар. Према незваничним резултатима пописа 2011. у граду је живело 280.547 становника.

## Становништво
Према незваничним резултатима пописа, у граду је 2011. живело 280.547 становника.
| 1991.   | 2001.   | 2011.   |
| ------- | ------- | ------- |
| 114.912 | 171.687 | 280.547 |